# ネイサン・ジェームズ
ネイサン・ジェームズ（英: USS Nathan James）は、ウィリアム・ブリンクリーの小説『ザ・ラストシップ』(The Last Ship) および、その小説を原作とする同名のテレビドラマに登場する、架空の駆逐艦である。
所属はアメリカ海軍で、艦名は第二次世界大戦のレイテ沖海戦で活躍し、殊勲十字章を授与されたという設定の架空の軍人から取られたものとされている。

## 小説版
小説版の『ザ・ラストシップ』に登場する「ネイサン・ジェームズ」は、全長142m、全幅18m、喫水8.2mの船体を持ち、最高速力38ノットで航行することが可能である。
「ネイサン・ジェームズ」は61セルのMk.41VLSを2つ、計122セル装備しており、VLS内には、200キロトンの威力を持つ核弾頭を搭載したトマホーク巡航ミサイルが56発搭載され、前後のVLSにそれぞれ28発ずつ装填されている。

## テレビドラマ版

### 概要
テレビドラマ版の『ザ・ラストシップ』に登場する「ネイサン・ジェームズ」は、原作と比べ大幅に設定が変更されている。
艦種はアーレイ・バーク級駆逐艦と設定され、母港は原作と同じノルウェーではなくバージニア州にあるノーフォーク海軍基地としている。また、ハルナンバーは原作が「DDG-80」であるのに対し「DDG-151」に変えられた。これは、現実の2000年に就役したアーレイ・バーク級駆逐艦「ルーズベルト」が、原作の「ネイサン・ジェームズ」と同じハルナンバーを割り当てられていたためである。
なお、アーレイ・バーク級駆逐艦の1番艦「アーレイ・バーク」のハルナンバーが「DDG-51」であるため、現実に換算すると「ネイサン・ジェームズ」は通算100隻目の同型艦となる。
シーズン1第1話「フェーズ6」において、民間人を除いた「ネイサン・ジェームズ」の乗員は217名だと語られているが、物語が進むにつれて乗員の戦死や加入がいくつも起きたことで、シーズン2最終話「誇り高き祖国」では、乗員は205名となっている。
シーズン2最終話で、「ネイサン・ジェームズ」はミズーリ州のセントルイスに訪れ、これまでの闘いで負った被害を修復するため数か月間のドック入りとなる。
アメリカ海軍の全面協力で、同型艦の「ハルゼー」等が「ネイサン・ジェームズ」として出演し撮影が行われている。撮影に使用されているアーレイ・バーク級駆逐艦は、フライトⅡAかつ31番艦「ウィンストン・S・チャーチル」以降が殆どである。そのため、「ネイサン・ジェームズ」は船体にヘリコプター格納庫を備え、武装の5インチ砲は62口径のMod.4で、Block1BのファランクスCIWSは後部に1基だけの搭載となっている。

### 乗員(2014-2015)

#### 軍人
- トム・チャンドラー中佐（エリック・デイン） - 「ネイサン・ジェームズ」艦長。
- マイク・スラッタリー中佐（アダム・ボールドウィン） – 「ネイサン・ジェームズ」副艦長。船務長も兼務。
- ラッセル・ジーター先任曹長（チャールズ・パーネル） – 最先任上級兵曹長。
- アンドレア・ガーネット少佐（フェイ・マスターソン） – 機関長。
- バーカー少佐（ジェイミソン・ハーゼ） – 砲雷長。戦術行動士官も務める。
- ダニー・グリーン大尉（トラヴィス・ヴァン・ウィンクル） - Navy SEALs山岳戦部隊隊長。
- カーラ・フォスター大尉（マリッサ・ネイトリング） – シーズン1ではCICオペレーター、シーズン2第3話からは戦術行動士官を務める。
- カールトン・バーク大尉（ジョッコ・シムズ） – VBSSチーム長。
- ジョン・”ゲイター”・メヒア大尉（マイケル・カラン＝ドルサーノ） – 航海長。
- アリーシャ・グランダーソン中尉（クリスティーナ・エルモア） – 航海士。シーズン2第3話で大尉に昇進。
- ラヴィット・ビヴァス中尉（インバー・ラヴィ） – イスラエル国防軍兵士。シーズン2第4話から加入。
- アンディー・チャン中尉（アンディー・T・トラン） – 主任機関士。
- ウィル・メイソン少尉（クリス・シェフィールド） – 通信士。シーズン2第3話からはソナー担当も兼務。
- リン上級上等兵曹（クリス・マース） – 機関士。
- ウルフ・テイラー上等兵曹（ブレン・フォスター） – オーストラリア海軍掃海潜水員支隊員。シーズン2第4話から加入。
- ”ドック”・リオス上等兵曹（マキシミリアン・エルナンデス） – 先任海軍衛生兵。
- カール・ニシオカ一等兵曹（ベン・チョウ） – CICオペレーター。5インチ砲やミサイルの火器管制担当。
- バーニー・"ベーコン"・カウリー二等兵曹（エイメン・イグビノサン） – 海軍調理士。
- ハビエル・クルーズ二等兵曹（ネス・バウチスタ） – VBSSチーム副長。
- コセッティ三等兵曹（トミー・ザバス） – VBSSチームの一員。
- オコナー三等兵曹（ポール・ジェームズ） - 機関士。ガスタービンエンジンの整備担当。
- ミラー上等水兵（ケビン・ミカエル・マーティン） – VBSSチームの一員。

#### 民間人
- レイチェル・スコット博士（ローナ・ミトラ） – CDCの細菌学者。
- クインシー・トフィット博士（サム・スプルエル） – スコット博士の助手。
- テックス・ノーラン（ジョン・パイパ＝ファーガソン） – PMCの社員。シーズン1第2話から加入。
- ベアトリス（ホープ・オレイデ・ウィルソン） – ウイルスの免疫を持つ少女。シーズン1第7話から乗員に加入。
- ケリー・トフィット（アリス・クルサード） – クインシー博士の妻。シーズン1第8話から加入。
- エヴァ・トフィット（ジェイド・ペティジョン） – クインシー博士の娘。シーズン1第8話から加入。
- ジェッド・チャンドラー（ビル・スミトロヴィッチ） – チャンドラー艦長の父親。シーズン2第2話から加入。
- アシュリー・チャンドラー（グレイス・カウフマン） – チャンドラー艦長の娘。シーズン2第2話から加入。
- サム・チャンドラー（エイダン・ジェイサスマン） – チャンドラー艦長の息子。シーズン2第2話から加入。

#### 公職
- ジェフリー・”ジェフ”・ミッチェナー（マーク・モーゼス） – アメリカ合衆国大統領。シーズン2第7話から加入。

### 勲章と装飾
作中で描かれている、「ネイサン・ジェームズ」が受章した勲章。
|  |  |  |
|  |  |  |

### 戦歴

#### シーズン1
第1話
北極にてロシア軍の攻撃ヘリコプター3機と交戦。5インチ砲・25mm単装機関砲・ファランクスCIWS・M240汎用機関銃で迎撃し、全機撃墜する。この時、攻撃ヘリから発射されたミサイルの直撃を数発受けるが、損害は軽微なものに留まった。
第2話
補給に訪れたグァンタナモ米軍基地で、元はそこの囚人で現在は基地を占領していたアルカイダ10数名と上陸部隊が交戦。「ネイサン・ジェームズ」は艦砲射撃で上陸部隊を掩護し、燃料施設で襲撃してきたアルカイダのグループは砲撃で全員無力化。基地で出会ったテックスを人質に取ったグループに対しては、すぐ傍に砲弾を着弾させて怯ませ、味方による人質奪還のアシストをした。
第3話
グァンタナモから出発しようとした直前、ロシア海軍のキーロフ級ミサイル巡洋艦「ヴェルニ」と遭遇。湾の出入り口を封鎖されたため一触即発の事態になるも、直接の戦闘を回避して脱出しようとする。「ヴェルニ」を脅しなどで湾外に後退させた後、夜になってから囮となるアルミ箔を展開し、探知を避けるため電波管制を敷きながら古く使われてない狭い水路へ移動。グリーン大尉らが爆薬を積んだボートを「ヴェルニ」に突撃させたと同時に、水路へ短魚雷を発射し通れるだけの幅を確保すると、「ヴェルニ」が混乱している隙を付いて湾外へ脱出した。